# Ауде керк (Делфт)
Ауде-керк (Старая церковь), Аудекерк, Ауде керк (нидерл. Oude Kerk — старая церковь) — готическая церковь в нидерландском городе Делфте. Старейшая из сохранившихся церквей Делфта, функционирует как культовое сооружение и как музей. В церкви установлено три органа и находится колокол «Бурдон» весом в 9 тонн и диаметром 7 метров. Церковь особо известна благодаря своей наклонившейся 75-метровой колокольне, ставшей одним из главных символов города.

## История
Старейшая из сохранившихся церквей Делфта построена в 1246 году на месте деревянной церкви Святого Варфоломея. Около 1240 года графский чиновник Бартоломеус вандер Маде (нидерл. Bartholomeus van der Made) начал её реконструкцию, дополнив её двумя нефами и расширив хор. В 1325—1350 годах к ней была пристроена 75-метровая колокольня, которая постепенно стала крениться и приобрела наклон около двух метров (1,98 метра). Для сооружения колокольни пришлось переместить пересекающий её современное положение канал. Крен башни у жителей, проживающих рядом с ней, вызывал опасения, что она рухнет, а в XIX веке её намеревались снести, но решили оставить, после чего за ней осуществляется тщательный инженерно-технический контроль. Эта башня является одним из важнейших символов города и его главной туристической достопримечательностью. Граням башни приданы двойные подразделения и украшены с выполненными в сходном с готическим стилем плоскими нишами. Возвышенность архитектурного сооружения подчёркивает башенка средокрестия церкви, состоящая из двухъярусного сквозного восьмерика и сквозной главы. Надстройка эта сооружена из дерева, по мнению исследователей, своим архитектурным характером в упрощённом виде находит соответствие с протестантским собором в Харлеме, что позволяет отнести её к более позднему периоду — XVI веку.
Расположена между двумя каналами, находясь в стороне от рыночной площади с ратушей и Ньиве керк. Церковь построена по принципу базилики: имеет просторный центральный неф и два меньших боковых нефа. Церковь подвергалась многочисленным перестройкам, которые прекратились в период Реформации (северный трансепт остался незавершённым). Церковь пережила пожар 1536 года, протестантское иконоборчество, а также масштабный взрыв склада пороха в 1654 году — все эти катастрофические происшествия привели к утере прежнего убранства, в том числе и витражей. Во время одного из обновлений башни были перестроены в более вертикальное положение, чем ранее, придав общему строению храма немного изломанный вид. Среди уцелевшего старинного декора хорошо сохранилась кафедра середины XVI века, выделяющаяся искусной резьбой и панельными перспективными картинами выполненных с использованием классических архитектурных мотивов. На 27 витражах изображены события, связанные с освобождением страны от немецкой оккупации Нидерландов в 1945 году.
В XVII—XIX веках в церкви установили три органа. Главный орган, изготовленный Кристианом Готлибом Фридрихом Витте, датируется 1857 годом. У него 41 голос и 2580 труб. В 1570 году на колокольню был помещён колокол «Бурдон» весом в 9 тонн и диаметром 7 метров, который используется во время похоронных процессий при погребении членов королевской семьи.
В Старой церкви находится около 400 захоронений, среди которых могилы:
- Мартина Тромпа
- Яна Вермеера
- Антони Левенгука
- Питa Питерсонa Хайнa

В настоящее время функционирует как культовое сооружение (богослужения проводятся каждое воскресенье) и как музей. Здесь также регулярно проходят концерты органной музыки. Масштабные реставрационные работы проводились в 1949—1961 и 1997—2000 гг. В частности, Юпом Николасом (нидерл. Oude Kerk; 1897—1972) в середине XX века были восстановлены витражи, уничтоженные при взрыве порохового склада в 1654 году.
Перед входом в церковь установлена статуя Гертруды ван Оостен, умершей в 1358 году бегинки, почитаемой в Делфте.

## Галерея

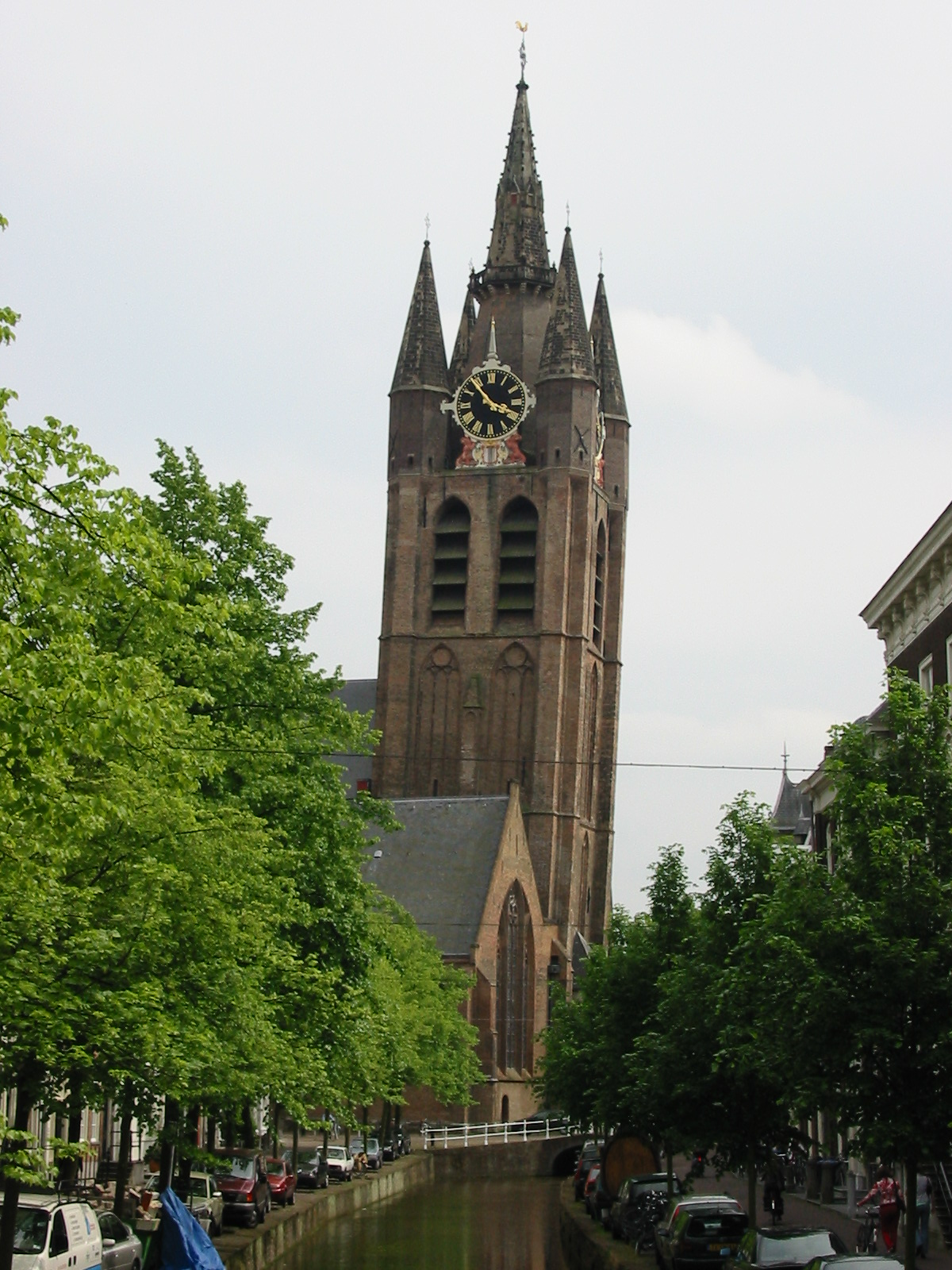
Падающая колокольня
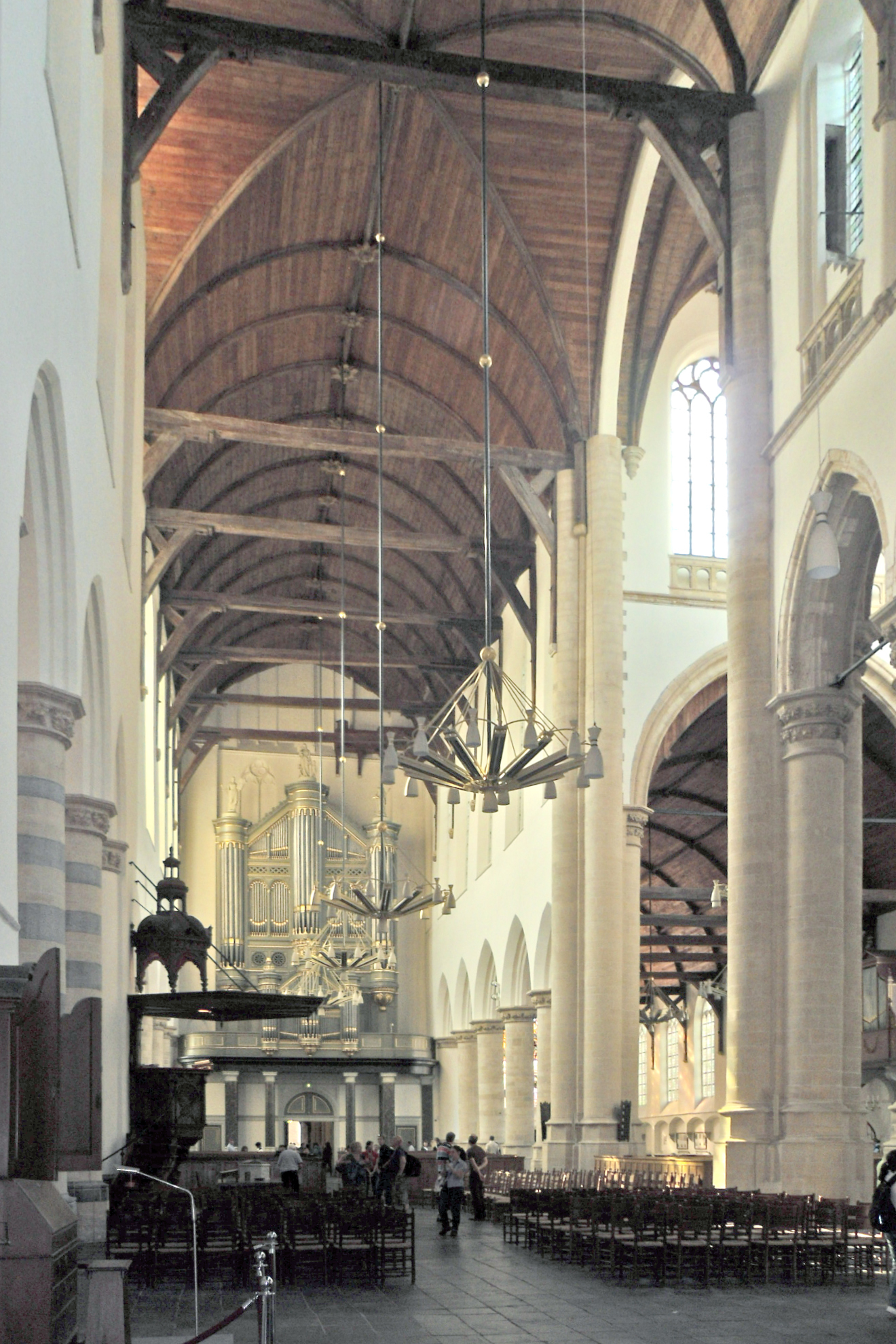
Центральный неф
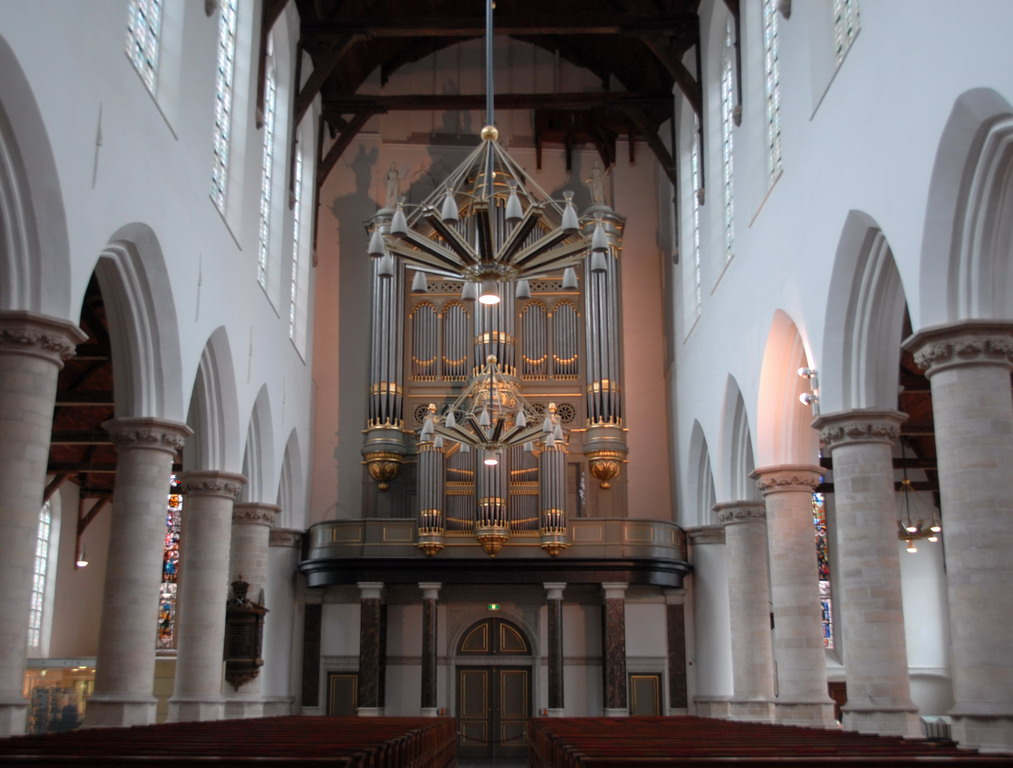
Орган